# Barbarella: An Axel Braun Parody
Barbarella: An Axel Braun Parody  ist eine US-amerikanische Porno-Parodie auf den Science-Fiction-Film Barbarella mit Riley Steele in der Hauptrolle. Der Film ist der erste in der „Wicked-Comix“-Reihe von Wicked Pictures.

## Handlung
Der Film handelt von der Astronautin Barbarella, die auf der Suche ist nach einem Mittel, um dem Bösewicht Durand-Durand das Handwerk zu legen. Sie entdeckt dabei den intergalaktischen Sex.

## Szenen
- Scene 1: Riley Steele, Evan Stone und Eric Masterson
- Scene 2: Riley Steele und Alec Knight
- Scene 3: Asa Akira und Rachel Madori
- Scene 4: Chanell Heart und Kurt Lockwood
- Scene 5: Riley Steele und Asa Akira

## Auszeichnungen & Nominierungen
- Der Film wurde bei den AVN Awards 2016 in den Kategorien „Best Art Direction“, „Best Cinematography“, „Best Girl/Girl Sex Scene“ (Riley Steele & Asa Akira), „Best Soundtrack“, „Best Actress“ (Riley Steele) „Best Special Effects“ und „Best Makeup“ nominiert.
- Riley Steele wurde bei den XBIZ Awards als beste Schauspielerin in der Kategorie „Parodie“ ausgezeichnet. Für den Film gab es noch fünf weitere Nominierungen.